# 115891 Scottmichael
115891 Scottmichael este un asteroid din centura principală de asteroizi.

## Descriere
115891 Scottmichael este un asteroid din centura principală de asteroizi. A fost descoperit pe 14 noiembrie 2003 la Wrightwood de James Whitney Young. Asteroidul prezintă o orbită caracterizată de o semiaxă mare de 2,56 ua, o excentricitate de 0,10 și o înclinație de 4,6° în raport cu ecliptica.